# آلیل پرودین
آلیل پرودین (انگلیسی: Allylprodine) نوعی مسکن اوپیوئیدی است که در حال حاضر کاربرد بالینی ندارد.